# Herkules (film 1997)

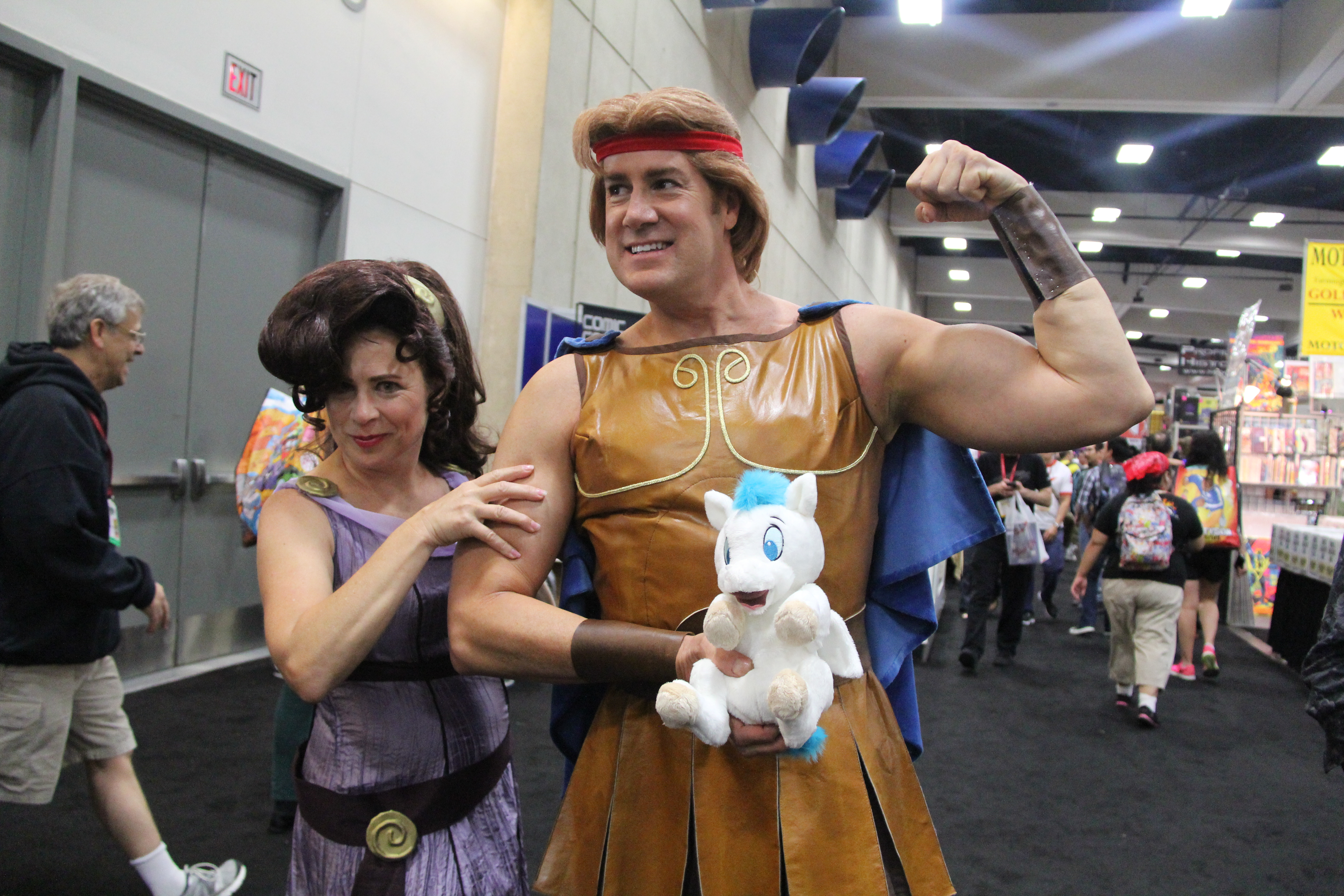
Cosplay: Herkules i Megara

Herkules (ang. Hercules) – amerykański film animowany z roku 1997 opowiadający historię mitycznego herosa Herkulesa. Na podstawie filmu wyprodukowano serial animowany. Został wyprodukowany przez Walt Disney Pictures. Serwis Rotten Tomatoes przyznał mu wynik 83%.
W 1998 roku film został wydany na VHS i DVD.

## Fabuła
Muzy opowiadają o narodzinach Herkulesa w starożytnej Grecji, który jest synem Zeusa i Hery – władców bogów. Jego obecność nie sprzyja jednak Hadesowi, bratu Zeusa, władcy podziemi, który spiskuje w celu przejęcia władzy – za 18 lat dzięki specyficznemu ułożeniu planet będzie mógł uwolnić z więzienia tytanów i użyć ich w celu zdobycia władzy. Został jednak ostrzeżony przez Mojry, że jeżeli Herkules będzie obecny, to plan się nie powiedzie.
Hades wysyła więc swoje sługi – impy Bóla i Panika – aby porwały i rozprawiły się z Herkulesem. Udaje im się to jedynie częściowo – specjalna trucizna, która ma pozbawić go nieśmiertelności, nie została przez niego wypita w całości – przez co Herkules zachował nadludzką siłę. Przez to impom nie udaje się go zabić, co próbowały zrobić pod postacią węży. Herkulesa przygarnęło dwoje rolników – Amfitrion i Alkmena.
Mimo dorastania w ich towarzystwie młody Herkules cały czas czuje się nie na miejscu ze względu na swoją nadprzyrodzoną siłę. Ostatecznie po nieumyślnym zniszczeniu miasteczka postanawia poszukać swojego miejsca na świecie. Rodzice wyznają mu wówczas prawdę o jego znalezieniu, przekazują mu także medalion z boskim symbolem. Herkules postanawia odwiedzić Świątynię Zeusa w Olimpii. Tam jego prawdziwy ojciec wciela się w swój posąg i wyjawia mu jego pochodzenie. Mówi mu także, że aby odzyskać swój status nieśmiertelnego i wrócić na Olimp Herkules musi dowieść, że jest tego godzien. Wysyła go razem z Pegazem, jego dawnym przyjacielem z dzieciństwa do Filokteta, podstarzałego satyra, który był trenerem wielu herosów (odpowiednik mitologicznego centaura Chirona). Fil po pewnych oporach (wszyscy jego poprzedni wychowankowie zawiedli) decyduje się wyszkolić Herkulesa.
Po ukończeniu wymagającego treningu Herkules rusza do Teb, aby zyskać tam sławę herosa. Po drodze ratuje piękną Megarę z rąk centaura Nessosa, zakochując się w niej. Nie wie, że Megara służy Hadesowi, który posiadł w drodze transakcji jej duszę. Dowiedziawszy się o tym, że Herkules żyje (Ból i Panik nie zdradzili się z tym), postanawia go wyeliminować za wszelką cenę. Nasyła na niego Hydrę, która jednak zostaje przez niego pokonana – tak jak i inne potwory. Herkules zostaje bohaterem – i celebrytą – Teb. Mimo to okazuje się, że to za mało, aby móc odzyskać nieśmiertelność.
Megarze, która została wysłana przez Hadesa, aby znaleźć słabość Herkulesa, udaje się jedynie zakochać w herosie. Odkrywszy, że syn Zeusa żywi do niej podobne uczucia, Hades wymusza na nim układ – ten za jej bezpieczeństwo wyzbędzie się swojej mocy na jeden dzień. Jak się okazuje, to jest dzień, w którym koniunkcja planet dochodzi do skutku i Hades uwalnia tytanów. Czterech z nich, będących personifikacjami sił natury, atakuje Olimp, a piąty, będący wielkim cyklopem, zostaje wysłany do Teb, aby pokonał Herkulesa. Początkowo wszystko idzie zgodnie z planem Hadesa – Zeus, tak jak i reszta bogów, zostaje skrępowany przez tytanów, a Herkules, pozbawiony swojej mocy, nie ma odwagi stanąć przeciwko cyklopowi. Jednak Megara przekonuje Filokteta, aby zachęcił herosa do walki. Udaje mu się pokonać cyklopa dzięki sprytowi, jednak pod sam koniec walki Megara zostaje ciężko ranna, ratując Herkulesa przed spadającą kolumną.
Ponieważ ranienie Megary stanowiło złamanie układu Hadesa z Herkulesem, ten ostatni odzyskuje swoją nadludzką moc. Natychmiast, wraz z Pegazem, rusza i pokonuje tytanów. Nie udaje się mu jednak uratować Megary, która umiera w wyniku ran. Herkules rusza więc do krainy umarłych, gdzie zmusza Hadesa do oddania mu duszy swojej ukochanej. Ten zgadza się – pod warunkiem, że sam ją wydostanie ze Styksu – rzeki, w której płyną wszystkie dusze. Gdy Herkules wskakuje do niej, okazuje się, że to ostatnia z pułapek Hadesa – rzeka wysysa ze śmiertelnego Herkulesa życie, postarzając go. W momencie jednak, gdy Mojry chcą przeciąć nić jego żywota, jego poświęcenie okazuje się być ostatecznym czynem, który przywraca mu nieśmiertelność. Herkules wynosi ducha Megary ze Styksu, po czym wrzuca do niego Hadesa, który, mimo nieśmiertelności, zostaje wciągnięty w jego najgłębsze czeluście przez mściwe dusze.
Po połączeniu duszy Megary z jej ciałem zostaje ona przywrócona do życia. Herkules, mimo możliwości wstąpienia na Olimp, decyduje się pozostać na ziemi z ukochaną. W uznaniu jego zasług Zeus umieszcza jego podobiznę na nieboskłonie – dokładnie tak, jak marzył o tym Fil.

## Obsada głosowa
- Tate Donovan – Herkules
- Joshua Keaton – młody Herkules (dialogi)
- Roger Bart – młody Herkules (śpiew)
- Danny DeVito – Filoktet
- Susan Egan – Megara
- James Woods – Hades
- Rip Torn – Zeus
- Samantha Eggar – Hera
- Paul Shaffer – Hermes
- Bobcat Goldthwait – Ból
- Matt Frewer – Panik

- Hal Holbrook – Amfitrion
- Barbara Barrie – Alkmena
- Lillias White – muza Kaliope
- Roz Ryan – muza Talia
- Vanéese Y. Williams – muza Klio
- Cheryl Freeman – muza Melpomena
- LaChanze – muza Terpsychora
- Amanda Plummer – mojra Kloto
- Carole Shelley – mojra Lachezis
- Paddi Edwards – mojra Atropos
- Wayne Knight – Demetrius
- Jim Cummings – 
  - centaur Nessos,
  - potężny Tebańczyk,
  - stary Tebańczyk
- Corey Burton – 
  - Skalny Tytan,
  - Lodowy Tytan,
  - Ognisty Tytan,
  - Wietrzny Tytan
  - spalony Tebańczyk,
  - facet wieszczący koniec świata,
  - przewodnik
- Patrick Pinney – Cyklop
- Kathleen Freeeman – otyła Tebanka
- Mary Kay Bergman –
  - rozstrzęsiona Tebanka,
  - Nimfy,
  - fanki
- Charlton Heston – Narrator
- Aaron Michael Metchik – Ithicles
- Barry Duffield – Kazankis
- Keith David – Apollo

## Wersja polska
Opracowanie i udźwiękowienie wersji polskiej: Start International Polska

Reżyseria: Joanna Wizmur 

Dialogi polskie: Elżbieta Łopatniukowa

Teksty piosenek: Filip Łobodziński

Kierownictwo muzyczne: Marek Klimczuk

Opieka artystyczna: Mariusz Arno Jaworowski

Realizator dźwięku: Elżbieta Chojnowska

Kierownictwo produkcji: Elżbieta Araszkiewicz

Produkcja polskiej wersji językowej: Disney Character Voices International Inc.

W wersji polskiej udział wzięli:
- Jacek Kopczyński – Herkules
- Paweł Iwanicki – młody Herkules (dialogi)
- Marek Sośnicki – młody Herkules (śpiew)
- Jolanta Litwin – Megara (dialogi)
- Natalia Kukulska – Megara (śpiew)
- Witold Pyrkosz – Filoktet
- Paweł Szczesny – Hades
- Włodzimierz Bednarski – Zeus
- Joanna Sobieska – Hera
- Janusz Zadura – Hermes
- Jarosław Boberek – Ból
- Piotr Pręgowski – Panik
- Henryk Machalica – Amfitrion
- Ewa Ziętek – Alkmena
- Agata Gawrońska – muza Kaliope (dialogi)
- Jolanta Jaszkowska – muza Kaliope (śpiew)
- Miriam Aleksandrowicz –
  - muza Talia (dialogi),
  - mojra Lachezis
- Dorota Marczyk – muza Talia (śpiew)
- Anna Ścigalska – muza Klio
- Anna Maria Jopek – muza Melpomena
- Monika Wierzbicka – muza Terpsychora (dialogi)
- Olga Bończyk – muza Terpsychora (śpiew)
- Antonina Girycz –
  - mojra Kloto,
  - otyła Tebanka

- Krystyna Królówna – mojra Atropos
- Eugeniusz Robaczewski – Demetriusz
- Tomasz Marzecki – 
  - Nessos,
  - Lodowy Tytan,
  - Wietrzny Tytan
- Zbigniew Suszyński – Skalny Tytan
- Jerzy Dominik – Ognisty Tytan
- Zbigniew Konopka – Cyklop
- Piotr Plebańczyk – spalony Tebańczyk
- Mikołaj Müller – 
  - potężny Tebańczyk,
  - oburzony mężczyzna,
  - sprzedawca słonecznych zegarków
- Jacek Czyż – stary Tebańczyk
- Agnieszka Maliszewska – roztrzęsiona Tebanka
- Janusz Zakrzeński – Narrator
- Joanna Wizmur – oburzona kobieta
- Wojciech Paszkowski – facet wieszczący koniec świata
- Jacek Bończyk – jeden z nastolatków odmawiających gry z Herkulesem
- Tymoteusz Bala – Ból jako chłopiec
- Aleksander Jaworowski – Panik jako chłopiec
- Jacek Sołtysiak
- Andrzej Chudy
- Agnieszka Sitek

## Muzyka
Ścieżkę dźwiękową z filmu wydano w maju 1997 roku. Utwór „Go the Distance” w wykonaniu aktora Rogera Barta zdobył nominacje do Oscara oraz Złotego Globu.
Wykonawcy piosenek:
- „Zaprawdę wierzcie mi”, „Od zera do bohatera”, „Aleja gwiazd” – Jolanta Jaszkowska, Dorota Marczyk, Anna Ścigalska, Anna Maria Jopek, Olga Bończyk, Wojciech Paszkowski, Jacek Bończyk
- „Droga mi nie straszna” – Marek Sośnicki
- „Na stare lata” – Witold Pyrkosz
- „Ani słowa” – Natalia Kukulska, Jolanta Jaszkowska, Dorota Marczyk, Anna Ścigalska, Anna Maria Jopek, Olga Bończyk

## Kontrowersje
Film spotkał się z krytyką greckich widzów i opinii publicznej. Ciaran Byrne, recenzując film dla Greckiej gazety „Adesmevtos Typos” stwierdził, że film jest „kolejnym przykładem wypaczenia historii i kultury greckiej przez obcokrajowców”.